# Parti ouvrier socialiste luxembourgeois
Pour les articles homonymes, voir Parti ouvrier socialiste.
Le Parti ouvrier socialiste luxembourgeois (en luxembourgeois : Lëtzebuerger Sozialistesch Aarbechterpartei, en allemand : Luxemburger Sozialistische Arbeiterpartei), abrégé respectivement en POSL et en LSAP, est un parti politique du Luxembourg de type social-démocrate,,, membre du Parti socialiste européen, de l'alliance progressiste et de l'Internationale socialiste.
Le LSAP est le troisième parti le plus représenté à la chambre des députés, avec 11 sièges sur 60 après les élections législatives de 2023 et a un siège sur six au parlement européen après les élections européennes de 2024.
Initialement social-démocrate, avec une aile socialiste démocrate, LSAP a une forte image de parti de la classe ouvrière. Il est proche de la Confédération syndicale indépendante du Luxembourg (OGB-L), la plus grande centrale syndicale du pays, mais ne possède pas de liens formels avec eux. Le LSAP est particulièrement puissant dans la circonscription Sud, contrôlant de nombreuses communes des Terres Rouges, le cœur industriel et ancien bassin minier du pays.

## Historique

### Genèse
Le premier parti socialiste luxembourgeois est fondé le 5 juillet 1902 : il s'agit du Parti social-démocrate. L'aile gauche se sépare en 1905 pour créer le Parti ouvrier social-démocrate, tandis que le parti social-démocratique s'allie à la Ligue libérale au sein du bloc des gauches pour réformer le système éducatif et réduire l'influence de l'Église, puis se réunissent à nouveau en 1912. En 1916, le parti est rebaptisé Parti socialiste, et rejoint l'Internationale ouvrière.
Le 2 janvier 1921, les communistes quittent le parti pour former le Parti communiste luxembourgeois (KPL). Le parti socialiste change de nom au profit de Parti ouvrier luxembourgeois en 1924 et est membre de l'Internationale ouvrière socialiste entre 1923 et 1940. Le 5 novembre 1937, le parti accède au gouvernement pour la première fois dans la coalition du Premier ministre Pierre Dupong.

### Après-guerre
Le parti ouvrier socialiste est reformé après la Seconde Guerre mondiale sous la forme du Parti ouvrier socialiste luxembourgeois, s'inspirant du Parti travailliste du Royaume-Uni, où s'était exilé le gouvernement durant le conflit. Lors des premières élections d'après guerre, en 1945, le LSAP était le grand perdant, tombant à 26 % des voix, mais demeurant dans le gouvernement d'union nationale avec tous les autres partis. En 1947, le parti entame son processus de reconstruction et parvient à se joindre à un gouvernement de coalition de 1951 à 1959 au sein du gouvernement Dupong-Bodson puis du gouvernement Bech-Bodson et de 1964 à 1968 dans le gouvernement Werner-Cravatte. Les discussions sur la direction du parti ont à nouveau divisé le LSAP : le 2 mai 1970, Henry Cravatte est démis de ses fonctions de président et en mars 1971, les centristes du parti, dirigés par Cravatte, se séparent pour créer le Parti social-démocrate, en réutilisant le nom d'un des ancêtres de l'actuel LSAP. Parmi ceux qui sont partis, on comptait six députés et la plupart des dirigeants du parti.
Cependant, le LSAP surmonte dette période difficile et rejoint le Parti démocratique au sein d'une coalition de centre-gauche, le gouvernement Thorn-Vouel-Berg, qui a promulgué d'importantes réformes sociales : réformes du système judiciaire, introduction d'un cinquième semaine de vacances, introduction générale de la semaine de 40 heures, réforme des allocations de chômage. Cela n'a pas empêché une défaite électorale en 1979. Au cours de cette législature, le LSAP a tenu sa célèbre conférence sur l'énergie et décidé d'un moratoire sur la centrale nucléaire de Remerschen. C'était la fin définitive du projet.
En 1984, le LSAP récupère la plupart des députés du Parti social-démocrate qui s'est dissout, à l'exception de certains membres qui ont rejoint le parti populaire chrétien-social (CSV).

### Histoire récente
À la suite des élections législatives de 2004, le LSAP a siégé au gouvernement luxembourgeois en tant que partenaire du parti populaire chrétien-social (CSV) du Premier ministre Jean-Claude Juncker dans le gouvernement Juncker-Asselborn I. Jean Asselborn, du LSAP, était vice-premier ministre et ministre des Affaires étrangères. La coalition avec le CSV est restée après les élections législatives de 2009 dans le gouvernement Juncker-Asselborn II qui a duré jusqu'en juillet 2013, lorsque le LSAP a retiré son soutien au gouvernement, nécessitant des élections anticipées.
Après les élections législatives de 2013, le LSAP est allié au parti démocratique et aux Verts au sein du gouvernement Bettel-Schneider, à trois partis. Xavier Bettel, du parti démocrate, était Premier ministre et Etienne Schneider du LSAP, vice-premier ministre.

## Personnalités du Parti ouvrier socialiste

### Présidents
| Identité                        | Période         | Période         | Durée                     |
| Identité                        | Début           | Fin             | Durée                     |
| ------------------------------- | --------------- | --------------- | ------------------------- |
| Michel Rasquin (1899 - 1958)    | 1945            | 1951            | 6 ans                     |
| Paul Wilwertz (1905 - 1979)     | 1951            | 1952            | 1 an                      |
| Albert Bousser (1906 - 1995)    | 1952            | 1954            | 2 ans                     |
| Émile Ludwig (d) (1887 - 1972)  | 1954            | 1955            | 1 an                      |
| Paul Wilwertz (1905 - 1979)     | 1955            | 1959            | 4 ans                     |
| Henry Cravatte (1911 - 1990)    | 1959            | 1970            | 11 ans                    |
| Antoine Wehenkel (1910 - 1992)  | 1970            | 1974            | 4 ans                     |
| Lydie Schmit (1939 - 1988)      | 1974            | 1980            | 6 ans                     |
| Robert Krieps (1922 - 1990)     | 1980            | 1985            | 5 ans                     |
| Ben Fayot (né en 1937)          | 1985            | 1997            | 12 ans                    |
| Jean Asselborn (né en 1949)     | 1997            | 2004            | 7 ans                     |
| Alex Bodry (né en 1958)         | 25 octobre 2004 | 31 mars 2014    | 9 ans, 5 mois et 6 jours  |
| Claude Haagen (né en 1962)      | 31 mars 2014    | 23 janvier 2019 | 4 ans, 9 mois et 23 jours |
| Franz Fayot (né en 1972)        | 23 janvier 2019 | 4 février 2020  | 1 an et 12 jours          |
| Yves Cruchten (né en 1975)      | 2020            | 2022            | 2 ans                     |
| Francine Closener (née en 1969) | 2022            | En cours        | 3 ans                     |
| Dan Biancalana (né en 1977)     | 2022            | En cours        | 3 ans                     |

### Présidents de groupe
- 1945-1951 : Nicolas Biever (lb)
- 1951-1959 : Jean Fohrmann
- 1959-1964 : Nicolas Biever (lb)
- 1964-1965 : Jean Fohrmann
- 1965-1967 : Romain Fandel (lb)
- 1967-1969 : Robert Krieps
- 1969-1970 : Romain Fandel (lb)
- 4 février 1970-1970 : Raymond Vouel
- 1970-1973 : Paul Wilwertz
- 1973-1974 : Raymond Vouel
- 1974-1975 : René van den Bulcke (lb)
- 1975-1976 : Jacques Poos
- 1976-1979 : Alphonse Hildgen (lb)
- 1979-1984 : Benny Berg
- 1984-1989 : Maurice Thoss (lb)
- 1989-1997 : Jean Asselborn
- 1997-2004 : Jeannot Krecké
- 2004-2009 : Ben Fayot
- 2009-2013 : Lucien Lux
- 2013-2019 : Alex Bodry
- 2019-2022 : Georges Engel
- 2022-2023: Yves Cruchten
- 2023-:          Taina Bofferding

## Élus
| Poste                | Nombre | Noms |
| -------------------- | ------ | --- |
| Commissaire européen | 1/1    | Nicolas Schmit |
| Députés européens    | 1/6    | Marc Angel |
| Députés              | 11/60  | Liz Braz, Dan Biancalana, Taina Bofferding, Francine Closener, Yves Cruchten, Mars Di Bartolomeo, Claire Delcourt, Georges Engel, Franz Fayot, Claude Haagen, Paulette Lenert |
| Conseillers d'État   | 5/21   | Lucien Lux, Alex Bodry, Monique Adams, Marc Schaefer, Christophe Schiltz |
| Bourgmestres         | 19/100 | Guy Altmeisch, Dan Biancalana, Manon Bei-Roller, Bob Steichen, Jérôme Laurent, Tom Jungen, Henri Haine, Jacqueline Breuer, Claude Marson, Fernand Marchetti, Sammy Wagner, Simone Asselborn-Bintz, David Viaggi, Louis Pinto, Marguy Kirsch-Hirtt, Jeff Gangler, Carlo Muller, Léon Bodem, |

## Résultats électoraux

### Élections européennes
| Année | Voix    | %     | Sièges | Rang | Tête de liste        | Groupe |
| ----- | ------- | ----- | ------ | ---- | -------------------- | ------ |
| 1979  | 211 106 | 21,6  | 1 / 6  | 3e   | Victor Abens         | SOC    |
| 1984  | 296 382 | 29,9  | 2 / 6  | 2e   |                      | SOC    |
| 1989  | 252 920 | 25,4  | 2 / 6  | 2e   |                      | SOC    |
| 1994  | 251 500 | 24,8  | 2 / 6  | 2e   | Jacques Poos         | PSE    |
| 1999  | 239 048 | 23,6  | 2 / 6  | 2e   | Alex Bodry           | PSE    |
| 2004  | 239 967 | 22,1  | 1 / 6  | 2e   | Jean Asselborn       | PSE    |
| 2009  | 218 532 | 19,5  | 1 / 6  | 2e   | Jean Asselborn       | S&D    |
| 2014  | 137 504 | 11,8  | 1 / 6  | 4e   | Mady Delvaux-Stehres | S&D    |
| 2019  | 153 396 | 12,19 | 1 / 6  | 4e   | Nicolas Schmit       | S&D    |
| 2024  | 300 879 | 21,72 | 1 / 6  | 2e   | Marc Angel           | S&D    |

### Élections législatives
| Année | %    | Rang | Sièges  | Gouvernement |
| ----- | ---- | ---- | ------- | ------------ |
| 1945  | 23,4 | 2e   | 11 / 51 |              |
| 1948  | 37,8 | 1er  | 15 / 51 | Opposition   |
| 1951  | 33,8 | 2e   | 17 / 52 | Opposition   |
| 1954  | 35,1 | 2e   | 17 / 52 |              |
| 1959  | 34,9 | 3e   | 11 / 52 | Opposition   |
| 1964  | 37,7 | 1er  | 21 / 56 |              |
| 1968  | 32,3 | 2e   | 18 / 56 | Opposition   |
| 1974  | 29,2 | 2e   | 17 / 59 |              |
| 1979  | 24,3 | 2e   | 14 / 59 | Opposition   |
| 1984  | 33,6 | 2e   | 21 / 64 |              |
| 1989  | 26,2 | 2e   | 18 / 60 |              |
| 1994  | 25,4 | 2e   | 17 / 60 |              |
| 2004  | 23,4 | 2e   | 14 / 60 | Coalition    |
| 2009  | 21,6 | 2e   | 13 / 60 | Coalition    |
| 2013  | 20,2 | 2e   | 13 / 60 | Coalition    |
| 2018  | 17,6 | 2e   | 10 / 60 | Coalition    |
| 2023  | 18,9 | 2e   | 11 / 60 | Opposition   |